# Antonio Tornielli
Antonio Tornielli (Novara, 27 gennaio 1579 – Novara, 8 marzo 1650) è stato un vescovo cattolico italiano.

## Biografia
Nacque a Novara il 27 gennaio 1579.
Intrapresa la carriera ecclesiastica, divenne referendario del Supremo Tribunale della Segnatura Apostolica e quindi segretario della Congregazione dei vescovi e regolari. Nominato vice-governatore di Roma, venne eletto alla sede episcopale di Novara il 15 dicembre 1636.
Morì di apoplessia l'8 marzo 1650 e venne sepolto nella basilica di Santa Maria in Aracoeli.

## Genealogia episcopale
La genealogia episcopale è:
- Cardinale Guillaume d'Estouteville, O.S.B.Clun.
- Papa Sisto IV
- Papa Giulio II
- Cardinale Raffaele Riario
- Papa Leone X
- Papa Paolo III
- Cardinale Francesco Pisani
- Cardinale Alfonso Gesualdo
- Papa Clemente VIII
- Cardinale Pietro Aldobrandini
- Cardinale Laudivio Zacchia
- Cardinale Antonio Barberini, O.F.M.Cap.
- Vescovo Antonio Tornielli